# Rio Sand (Estado Livre)
Rio Sand (Estado Livre) é um rio da África do Sul.